# رود میستیک
رود میستیک (missi-tuk یک رودخانه به‌طول تقریباً ۷ مایل (۱۱ کیلومتر) در ایالت ماساچوست است. در زبان ماس‌چوست، واژهٔ missi-tuk به‌معنای «خور بزرگ» است که به ویژگی جزر و مدی این رودخانه اشاره دارد. شباهت ظاهری آن با واژهٔ انگلیسی mystic صرفاً تصادفی است، هرچند مهاجران اروپایی از آن پیروی کردند.
رودخانهٔ میستیک در شمال بوستون قرار دارد و تقریباً موازی با بخش‌های پایینی رود چارلز جریان دارد و حوزهٔ آبخیزی به مساحت حدود ۷۶ مایل مربع را در بر می‌گیرد. این رود از دریاچهٔ میستیک پایین سرچشمه می‌گیرد و از مناطق ایست بوستون، چلسی (ماساچوست), چارلزتاون (بوستون), اوریت (ماساچوست), مدفورد (ماساچوست), سامرویل (ماساچوست) و آرلینگتون (ماساچوست) عبور می‌کند و در نهایت به رود چارلز پیوسته و بندرگاه داخلی بوستون را شکل می‌دهد. این حوزهٔ آبخیز شامل ۴۴ دریاچه و برکه است که بزرگ‌ترین آن‌ها اسپات پاند در منطقهٔ ذخیره‌گاه میدلسکس فلس با مساحت ۳۰۷ جریب است. بخش‌های مهمی از سواحل رودخانه در محدودهٔ ذخیره‌گاه رودخانهٔ میستیک قرار دارد و توسط وزارت نگهداری و تفریح ماساچوست مدیریت می‌شود و شامل فضاهای تفریحی گوناگون است.
رودخانهٔ میستیک سابقه‌ای طولانی در استفادهٔ صنعتی دارد و همچنان با مشکلات کیفیت آب مواجه است. برخی بخش‌های آن در جریان ساخت کازینوی Encore Boston Harbor در اوریت تحت پاکسازی گسترده قرار گرفته‌اند.

## تاریخچه

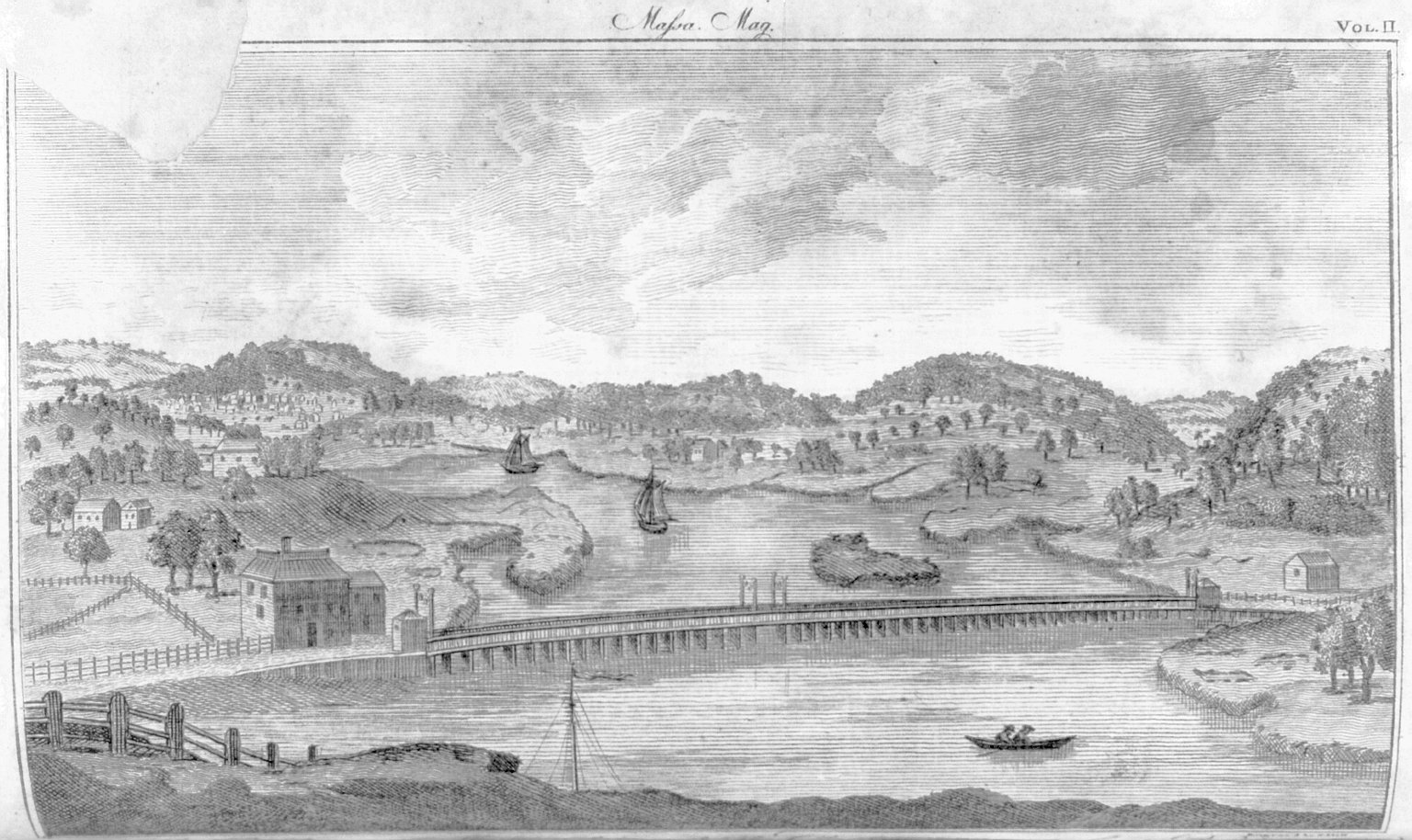
تصویری از رودخانهٔ میستیک و اطراف آن در سال ۱۷۹۰

بومیان آمریکا و مهاجران اروپایی از مشتا برای شکار شاه‌ماهی رودخانه‌ای آمریکا و کوددهی زمین‌های کشاورزی خود استفاده می‌کردند. در سال ۱۶۳۱، نخستین کشتی ساخته‌شده در ماساچوست به نام Blessing of the Bay از کرانه‌های این رودخانه به آب انداخته شد. نخستین پل در سال ۱۶۳۷ ساخته شد و در پی آن، شهرهای اطراف بیش از یک قرن دربارهٔ هزینه‌های آن اختلاف داشتند.
رودخانهٔ میستیک در انقلاب آمریکا نقش ایفا کرد؛ در ۱ سپتامبر ۱۷۷۴، گروهی متشکل از حدود ۲۶۰ سرباز بریتانیایی از بوستون با قایق به سوی ساحل نزدیک وینتر هیل حرکت کردند و پس از پیاده‌روی حدود یک مایل، به پودر هاوس رسیدند و ذخیرهٔ بزرگ باروت آمریکایی را تصرف کردند؛ این رویداد موجب بروز خیزش مردمی معروف به هشدار باروت شد. نبرد چلسی کریک در مه ۱۷۷۵ در حوزهٔ آبریز همین رودخانه رخ داد و در نبرد بانکرهیل در ژوئن همان سال، نیروهای بریتانیایی از ساحل این رودخانه حمله کردند.
در سال ۱۸۰۵، کانال میدلسکس، رودهای چارلز و میستیک را به رودخانهٔ مریکمک در لوول (ماساچوست) پیوند داد. در سدهٔ نوزدهم، ده کارگاه کشتی‌سازی در حاشیهٔ این رودخانه بیش از ۵۰۰ کشتی کلیپر ساختند. اوج کشتی‌سازی در دههٔ ۱۸۴۰ بود که کشتی‌های باربری چوب و ملاس را بین مدفورد و هند غربی جابه‌جا می‌کردند.
تا سال ۱۹۰۹، کرانه‌های رودخانه با باتلاق‌های نمکی گسترده‌ای پوشیده بود که با ساخت نخستین قفل کراداک به باتلاق‌های آب شیرین تبدیل شد و توسعهٔ شهری ممکن شد. سد آملیا ارهارت در سال ۱۹۶۶ ساخته شد و به‌نام آملیا ارهارت نام‌گذاری گردید. پل موریس جی. توبین که چارلزتاون و چلسی را به‌هم پیوند می‌دهد نیز در سال ۱۹۵۰ به بهره‌برداری رسید.

## حیات وحش
در گذشته، رودخانهٔ میستیک زیستگاه گونه‌های فراوانی از ماهی مانند ماهی آزاد، شاه‌ماهی رودخانه‌ای آمریکا، شاه‌ماهی پشت‌آبی، خارماهی نواری، آبی‌ماهی، خارماهی دهان‌کوچک، خارماهی دهان‌بزرگ، آبشش‌آبی و کپور بود. هرچند بسیاری از این گونه‌ها همچنان در رودخانه یافت می‌شوند، اما آلودگی و ساخت سدها جمعیت آن‌ها را به‌شدت کاهش داده است. منابع آلودگی شامل کارخانه‌ها و کارگاه‌های کشتی‌سازی در گذشته و همچنین زه‌کشی‌های شهری و تغییرات ثبت‌نشدهٔ مسیر لوله‌ها در سدهٔ بیستم به بعد بوده است. روزگاری رودخانه چنان پر از شاه‌ماهی بود که گفته می‌شد می‌توان از روی آن‌ها عبور کرد، اما اکنون تعدادشان به‌شدت کاهش یافته است. افزایش باکتری‌ها و کدورت آب، محیط رودخانه را برای ماهیان نامساعد کرده است.

## در فرهنگ عامه
در سال ۱۸۴۴، لیدیا ماریا چایلد شاعر و فعال ضد برده‌داری، عبور از رودخانهٔ میستیک برای دیدار از خانهٔ پدربزرگش را در شعر "Over the River and Through the Wood" توصیف کرد. خانهٔ پدربزرگ، که توسط دانشگاه تافتس بازسازی شده، هنوز در خیابان ساوت در مدفورد پابرجاست.
رمان محبوب The Tinkham Brothers' Tide-Mill نوشتهٔ جان تاونسند تروبریج در سال ۱۸۸۲، در زمانی که آب شور هنوز به دریاچه‌های میستیک می‌رسید، در حاشیهٔ همین رود اتفاق می‌افتد.
در رمان رودخانه مرموز اثر دنیس لهان که در منطقهٔ بوستون می‌گذرد، رودخانهٔ میستیک نقش مهمی در پیشبرد داستان دارد. این رمان بعدها توسط کلینت ایستوود به فیلمی موفق تبدیل شد.
در شعر «سواری پل ریویر» سرودهٔ هنری وادزورث لانگ‌فلو در سال ۱۸۶۱، پل ریویر در امتداد کرانه‌های رودخانهٔ میستیک می‌تازد.